# Upogebia longipollex
Upogebia longipollex is een tienpotigensoort uit de familie van de Upogebiidae. De wetenschappelijke naam van de soort is voor het eerst geldig gepubliceerd in 1871 door Streets.